# باربارا وایت
باربارا وایت (انگلیسی: Barbara White؛ ۱۱ دسامبر ۱۹۲۳ – ۶ فوریه ۲۰۱۳) بازیگر اهل بریتانیا بود.
از فیلم‌هایی که وی در آن‌ها نقش داشته‌است، می‌توان به ندای درون اشاره نمود.